# Susan Constant
La Susan Constant era un veliero di 120 tonnellate, la più grande delle tre navi della English Virginia Company che al comando del capitano Christopher Newport, nel 1607, fecero un viaggio nel nuovo mondo  che portò alla fondazione del primo insediamento permanente inglese  in Nord America. Dagli uomini trasportati dalle tre navi nacque Jamestown nella nuova Colonia della Virginia. Essa trasportò 71 coloni, tutti maschi.
La lunghezza della chiglia si stima fosse di 16,8 metri mentre l'intera lunghezza era di 34,8 metri.
Essa tornò in Inghilterra nel maggio del 1607 e venne usata come trasporto merci almeno fino al 1615. Non si conosce la sua fine.
Riproduzioni della Susan Constant e delle sue sorelle, la Godspeed and the Discovery, sono ormeggiate sul fiume James River a Jamestown Settlement (ex Jamestown Festival Park), adiacenti allo Historic Jamestowne.
Il nome Sarah Constant viene citato in documenti dell'epoca, portando a credere che Samuel Purchas inserì un nome errato nel suo Pilgrims book. Vi sono comunque consensi crescenti sul nome di Sarah Constant. L'articolo che cita Sarah Constant dice:
Mi parlarono di tre navi in rotta verso il nuovo mondo, i cui nomi erano, come mi venne detto, "Godspeed", "Discoverie" oppure "Discovery", ed un nome doppio, credo fosse "Sarah Constant".- presumibilmente scritto da Sir Walter Raleigh
Nel maggio 2007, l'United States Postal Service emise il primo francobollo da 41 cent denominato first class stamp. Il francobollo riportava l'immagine della Susan Constant, Godspeed e Discovery.